# Makoto Kakuda
Makoto Kakuda (jap. 角田 誠, Kakuda Makoto; * 10. Juli 1983 in Uji) ist ein japanischer Fußballspieler.

## Karriere

### Verein
Kakuda spielte seit 1996 für den Kyoto Purple Sanga und gehörte seit 2001 zum Profikader. Er trug 2002 zum Gewinn der Kaiserpokal bei. 2004 folgte dann der Wechsel zu Nagoya Grampus Eight. 2006 wurde er an Kyoto ausgeliehen. März 2007 kehrte er nach Kyoto zurück. 2011 folgte dann der Wechsel zu Vegalta Sendai. Danach spielte er bei Kawasaki Frontale, Shimizu S-Pulse und V-Varen Nagasaki.

### Nationalmannschaft
Mit der japanischen Nationalmannschaft qualifizierte er sich für die Junioren-Fußballweltmeisterschaft 2003.

## Erfolge
- Kaiserpokal: 2002